# Wilson Busienei
Wilson Kipkemei Busienei (né le 18 août 1981) est un athlète ougandais spécialiste des courses de fond.

## Carrière

### Palmarès
| Année | Compétition                            | Lieu      | Résultat | Epreuve       | Performance     |
| ----- | -------------------------------------- | --------- | -------- | ------------- | --------------- |
| 2004  | Championnats du monde de semi-marathon | New Delhi | 7e       | Individuel    | 1 h 02 min 55 s |
| 2004  | Championnats du monde de semi-marathon | New Delhi | 3e       | Par équipes   | -               |
| 2005  | Universiade                            | Izmir     | 1er      | 5 000 m       | 13 min 38 s 81  |
| 2005  | Universiade                            | Izmir     | 1er      | 10 000 m      | 28 min 27 s 57  |
| 2005  | Universiade                            | Izmir     | 1er      | Semi-marathon | 1 h 03 min 47 s |
| 2007  | Championnats du monde de cross         | Mombasa   | 37e      | Cross long    | 38 min 37 s     |
| 2007  | Championnats du monde de cross         | Mombasa   | 3e       | Par équipes   | -               |

### Records
| Épreuve       | Performance     | Lieu            | Date          |
| ------------- | --------------- | --------------- | ------------- |
| 10 000 mètres | 27 min 21 s 55  | Bruxelles       | 25 août 2006  |
| Semi-marathon | 1 h 01 min 39 s | Vitry-sur-Seine | 17 avril 2005 |